# 吉備町 (和歌山県)
吉備町（きびちょう）は、和歌山県の中央部、有田郡のほぼ中心に位置していた町である。2006年1月1日に同じ有田郡の清水町・金屋町と合併し有田川町となった。有田川町の庁舎は、改修工事を施して、旧吉備町庁舎をそのまま使用している。

## 地理
- 山: 鷲ケ峰 (589m)、千葉山 (542m)
- 平野:有田川平野
- 河川: 有田川

## 歴史

### 町名の由来
有田郡は5郷に分けられ、平安時代まで須佐（すさ）郷、奈（な）郷、英多（あだ）郷、温笠（ゆかさ）郷、吉備郷（藤並の荘、田殿の荘、南石垣の荘）とし、この吉備郷が本項の吉備町である。

### 沿革
- 1955年（昭和30年）4月16日 - 藤並村・田殿村・御霊村が合併して吉備町が発足。
- 2006年（平成18年）1月1日 - 金屋町・清水町と合併して有田川町が発足。同日吉備町廃止。

## 行政
役場庁舎は1994年（平成6年）に完成した。黒川紀章の設計で、庁舎棟と円形の議会棟からなる。
- 吉備町としての最後の町長は中山正隆。

## 経済

### 産業
- みかん、なれずし、はちみつ、鮎
- 企業団地製造業10社

## 姉妹都市・提携都市
- オーストラリア - ダーウィン

## 地域

### 健康
- 65歳以上の高齢者の占める割合は20.2％

### 教育
小中学校は合併後、有田川町立となっている。
- 高等学校
  - 和歌山県立有田中央高等学校（旧県立吉備高校）
- 中学校
  - 吉備町立吉備中学校
- 小学校
  - 吉備町立藤並小学校
  - 吉備町立御霊小学校
  - 吉備町立田殿小学校
- 図書室
  - きび会館図書室

### 公共施設
- きびドーム

## 交通

### 鉄道路線
- 中心となる駅：藤並駅
JRきのくに線にて天王寺駅まで約90分。
- 西日本旅客鉄道
  - 紀勢本線：（湯浅町） - 藤並駅 - （有田市）
- 2002年12月31日まで有田鉄道有田鉄道線が通っていた。

### 道路
- 高速道路
  - 阪和自動車道（2005年4月1日まで海南湯浅道路）：有田インターチェンジ（旧吉備インターチェンジ）
  - 湯浅御坊道路：有田南インターチェンジ（旧吉備南インターチェンジ）

有田インターチェンジから和歌山市まで約20分、大阪市まで約80分、関西空港までは約60分。また、有田南インターチェンジから御坊市までは約15分。
- 一般国道
  - 国道42号
  - 国道424号
  - 国道480号
- 県道
  - 和歌山県道22号吉備金屋線
  - 和歌山県道159号海南吉備線
  - 和歌山県道179号吉原湯浅線

## 名所・旧跡・観光スポット・祭事・催事
- コスモスパーク（風力発電）
- 有田鉄道（廃線）

## 出身有名人
- 宗祇（連歌師：室町時代の短歌遊び）
- 東尾修
- 吉井理人
- 玉置佑規 - 東北放送アナウンサー。